# 4288 Tokyotech
4288 Tokyotech este un asteroid din centura principală, descoperit pe 8 octombrie 1989, de Takuo Kojima.